# Waffenbrunn
Waffenbrunn là một đô thị ở huyện Cham bang Bayern nước Đức. Đô thị Waffenbrunn có diện tích 25,16 km², dân số thời điểm ngày 31 tháng 12 năm 2006 là 2061 người.